# Bardo (stan)
Bardo (skt. antarabhawa; tyb. བར་དོ་, Wylie: bar do) – w dosłownym tłumaczeniu stan pośredni. Pojęcie buddyjskie z języka tybetańskiego określające każdy przejściowy stan egzystencji: życie, medytację, sen, śmierć. 
Najczęściej używane w odniesieniu do stanu pośredniego pomiędzy śmiercią a kolejnymi narodzinami.

## Sześć stanów bardo
Według nauk buddyzmu tybetańskiego wyróżnia się sześć głównych stanów bardo:
1. Shinay bardo: bardo tego życia, w obecnym stanie jako człowiek lub inna istota, np. zwierzę, trwające od momentu odrodzenia ("umiejscowienia się" w łonie przyszłej matki) do procesu umierania.
2. Milam bardo: bardo doświadczane również w tym życiu w czasie procesu śnienia i marzeń sennych.
3. Samten bardo: bardo doświadczane w życiu jednak tylko w czasie odpowiednio skuteczniej medytacji, np. w praktyce wyciszenia umysłu śamatha.
4. Chikkhai bardo: bolesne bardo trwające już w czasie procesu umierania.
5. Chönyid bardo: niezwykłe świetliste bardo dharmaty trwające dopiero w początkowym okresie "pośmiertnym", gdy świadomość całkowicie opuściła ciało, które opisują szczegółowo nauki dzogczen związane z praktyką tögal (wylie: thod-rgal).
6. Sidpai bardo: bardo "stawania się", stan "pośmiertny" trwający od czasu bardo dharmaty do czasu odrodzenia ("umiejscowienia się" w łonie przyszłej matki), jako przyszły człowiek lub inna istota, np. zwierzę takie jak ptak który urodzi się z jaja.

Zgodnie z tymi naukami doświadczenia w czasie śmierci klinicznej należy odnieść do stanów doświadczanych w shinay bardo, bardo tego życia.

## Pochodzenie nauk o stanie bardo
Nauki o bardo szczegółowo opisane są w buddyzmie tybetańskim np. w naukach Lamrimu, a po raz pierwszy dotarły do świata kultury zachodniej poprzez wydanie tłumaczenia Tybetańskiej Księgi Umarłych (popularnej termy w Tybecie pochodzącej od tertona Karma Lingpa ze szkoły ningma) w angielskim tłumaczeniu Evansa-Wentza w XIX w. Tłumaczenie to jednak spowodowało ówcześnie wiele nieporozumień i porównań np. do mitologii Księgi umarłych starożytnego Egiptu. Buddyzm tybetański natomiast opiera się na doświadczeniach weryfikowanych z praktyką wadżrajany, którą można zrealizować bezpośrednio, np. poprzez tantry jogi najwyższej. Tym niemniej najwcześniejszym historycznym źródłem nauk o bardo, które uwzględniają bardo dharmaty, jest m.in. tantra dzogczen „Zjednoczenie Słońca z Księżycem (XI-XII w n.e.).

## Teoria o stanie bardo
Według nauk o bardo opisanych w Lamrimie przebywanie w stanie pośrednim pomiędzy śmiercią a kolejnymi narodzinami, zwanym "bardo stawania się" (Wylie: sidpai bardo), następuje po tym, jak się nie rozpoznało natury umysłu Przejrzyste Światło po zakończeniu własnego procesu umierania oraz po bardo dharmaty. Przybiera się wtedy subtelną formę istnienia posiadającą właściwości o następujących głównych cechach:
1. posiadanie wszystkich czynności zmysłowych
2. spontaniczne narodziny w stanie bardo z nagłą i kompletną manifestacją subtelnego ciała ze wszystkimi jego członkami
3. posiadane własne subtelne ciało nie ulega zniszczeniu (dopóty nie nastąpi opuszczenie stanu bardo w celu odrodzenia, zazwyczaj po czasie 7x7 dni wg czasu przebywania w bardo)
4. własne subtelne ciało może przemieszczać się bez przeszkód (z wyjątkiem miejsca, gdzie nastąpi nieodwracalnie odrodzenie, np. w łonie przyszłej matki)
5. własne subtelne ciało może natychmiastowo przemieszczać się wszędzie w stanie bardo, gdzie tylko zapragnie
6. własne subtelne ciało ma formę podobną do przyszłego odrodzenia, po którym opuści się bardo, ale ma wielkość bardzo młodego ciała, np. sześciorocznego dziecka, jeżeli przyszłe odrodzenie będzie jako człowiek
7. istota w stanie bardo posiada nadnaturalne moce jak np. widzenie bardzo odległych obiektów, innych istot w bardo, własnych opuszczonych zwłok materialnych, ale doświadczanie starego świata materialnego, tak jak przed stanem bardo,  np. jasności słońca, jest niemożliwe z powodu braku posiadania ciała materialnego.

Nauki te mówią, że czas przebywania w stanie bardo kończy się z chwilą, kiedy świadomość istoty, która ma się po stanie bardo odrodzić w świecie jako człowiek, "umiejscowi się" w łonie przyszłej matki pod wpływem silnych nie do odparcia emocji związanych z obserwacją kochających się istot, tj. tej właśnie matki oraz ojca, poprzez odpowiedni związek uwarunkowany prawem czynów karmicznych (karma). Podobnie jest, gdy owa świadomość ma się odrodzić jako inna istota, np. jako zwierzę. Nauki przy tym podkreślają, że odrodzenie (reinkarnacja) po stanie bardo jako człowiek jest jednak bardzo rzadkie, gdyż wymaga m.in. bardzo wielu sprzyjających okoliczności, nagromadzenia odpowiedniego dobroczynnego potencjału karmy oraz mądrości.